# Tesserodon erratum
Tesserodon erratum là một loài bọ cánh cứng trong họ Bọ hung (Scarabaeidae).